# Khamis al-Zahrani
Khamis Al-Zahrani (arabisch خميس الزهراني, DMG Ḫamīs az-Zahrānī, * 3. August 1976) ist ein ehemaliger saudi-arabischer Fußballspieler.

## Karriere

### Klub
Er begann seine Karriere in der Saison 1996/97 bei al-Ittihad, wo er gleich in seiner ersten Saison die Meisterschaft als auch den Crown Prince Cup gewann. Eine Saison später gewann er mit seiner Mannschaft den Asienpokal der Pokalsieger. Es folgten darauf noch vier weitere Meisterschaften sowie zwei Pokalsiege und weitere Titel. In der Saison 2004/05 gewann er mit seinem Team den Arab Club Champions Cup. Nach der Spielzeit 2005/06 beendete er seine Karriere.

### Nationalmannschaft
Seinen ersten bekannten Einsatz für die saudi-arabische Nationalmannschaft hatte er am 19. September 1996 bei einem Freundschaftsspiel gegen Sambia, wo er zur zweiten Halbzeit für Fuad Amin eingewechselt wurde. Sein erstes Turnier war die Asienmeisterschaft 1996, wo er in zwei Gruppenspielen als auch dem Viertelfinale zum Einsatz kam. Danach kam er bei mehreren Freundschaftsspielen sowie der Qualifikation für die Weltmeisterschaft 1998 zum Einsatz. Er wurde auch in einem Spiel des Konföderationen-Pokal 1997 eingesetzt, welchem ein Freundschaftsspiel im Jahr 1998 und zwei im Jahr 1999 folgten, woraufhin er seine Karriere im Nationaldress beendete.